# Formhistoria
Formhistoria, kortform av formhistorisk undersökning eller formhistorisk metod, är en metod som används för att studera berättelser som överförts via muntlig tradition. Inom bibelforskning används den särskilt vid studier av evangeliernas berättelser. De tyska bibelforskarna Martin Dibelius, Karl Ludwig Schmidt och Rudolf Bultmann utvecklade metoden på 1910-talet, delvis utifrån rön gjorda av folklorister och forskare på Gamla testamentet. Dessa bildade den formhistoriska skolan.
Genom att definiera olika former av tidigare muntligt material som går att urskilja i de olika evangeliernas berättelser - vishetsordet, liknelsen, underberättelsen - och dra slutsatser om i vilket sammanhang dessa kan ha använts, i predikan, undervisning eller liturgi, drar formhistoriker slutsatser om hur evangeliernas stoff uppkommit, utvecklats och skrivits ner. 

## Traditionshistoria
Traditionshistoria eller traditionshistorisk metod är en typ av formhistoria som fokuserar på hur materialet förändras under muntlig tradering. I Sverige har Uppsalaskolan (även kallad Skandinaviska skolan) med Ivan Engnell och Geo Widengren gjort sig kända för att använda traditionshistoria på gammaltestamentligt material, och Birger Gerhardsson har använt den för att undersöka evangeliernas muntligt traderade förhistoria. 